# 3-氨基-9-乙基咔唑

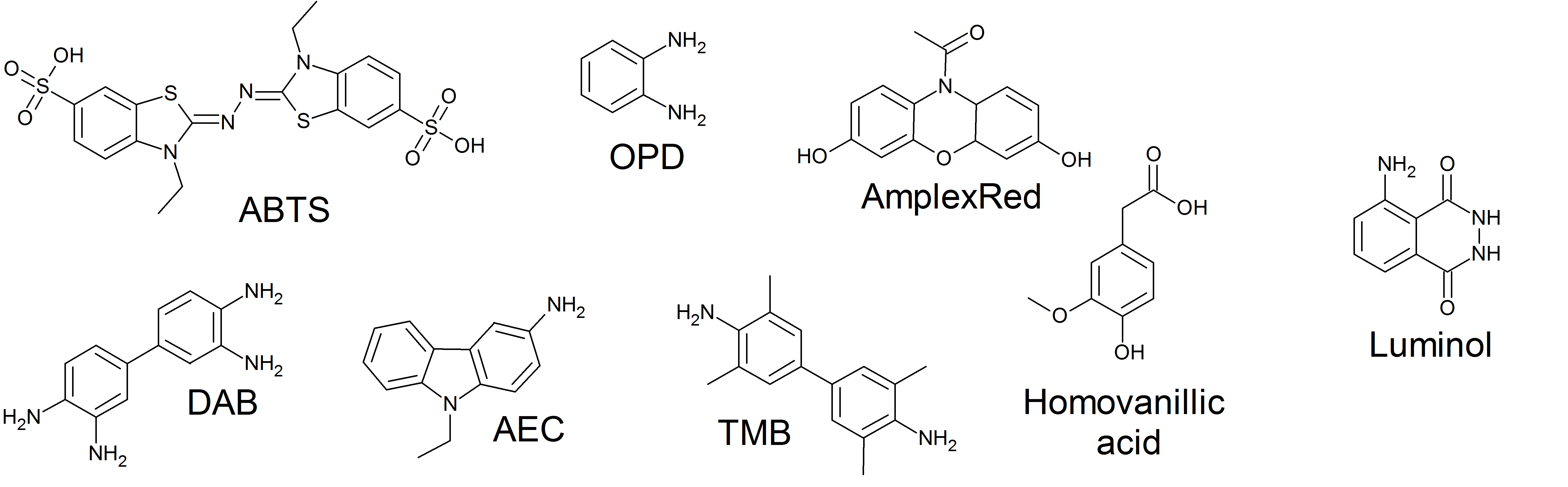
HRP常用底物

3-氨基-9-乙基咔唑（缩写AEC）是一种含氮有机化合物，分子式C14H14N2，在免疫組織化學中作为辣根过氧化物酶（HRP）二抗的发光底物。